# الأنثى والدبور (فلم)
الأنثى والدبور هو فيلم كوميدي مصري من إخراج يوسف أبو سيف وبطولة دلال عبد العزيز،علاء ولي الدين، فاروق الفيشاوي، وحيد سيف، صبري عبد المنعم، ضياء الميرغني وعائشة الكيلاني، صدر الفيلم في 8 يوليو 1998.

## نبذة
تدور أحداث الفيلم، حول سلوى امرأة ثرية يموت أزواجها الواحد بعد الآخر لأسباب مختلفة. حتى تقع سلوى في حب عادل النصاب المحترف، وتتطور الأمور بينهما.

## طاقم العمل
- دلال عبد العزيز بدور سلوى
- علاء ولي الدين بدور سمير
- فاروق الفيشاوي بدور عادل
- وحيد سيف بدور مرتضى
- صبري عبد المنعم بدور بدر الشرنوبي
- ضياء الميرغني بدور عبد المعطي الحنوتي
- عائشة الكيلاني بدور فتحية

## وصلات خارجية
- مقالات تستعمل روابط فنية بلا صلة مع ويكي بيانات